# 홀름베르트 프리드욘손
홀름베르트 프리드욘손은 이이슬란드 출신 축구 선수이다 현재 광주 FC에서 활약하고 있다.